# Fekišovce
Fekišovce (in ungherese: Fekésháza) è un comune della Slovacchia facente parte del distretto di Sobrance, nella regione di Košice.